# Psammotettix striata
Psammotettix striata är en insektsart som beskrevs av Carl von Linné 1758. Psammotettix striata ingår i släktet Psammotettix och familjen dvärgstritar. Inga underarter finns listade i Catalogue of Life.